# Mentiras peligrosas (programa de televisión)
Mentiras peligrosas fue un programa español presentado por Leticia Sabater primero, donde cosechó su mayor éxito, y por Loreto Valverde después cuando finalmente dejó de emitirse, que comenzó en la cadena Canal 7 en 2002, siendo emitido durante dos temporadas completas y reponiéndose las mismas en años siguientes. Su característica más importante era la utilización de figurantes como protagonistas de las historias que se contaban y que, aun siendo un hecho sabido desde el primer programa, le hizo obtener altas cuotas de audiencia.

## Desarrollo del programa
Al comienzo de cada programa, que duraba dos horas, se llevaba a un grupo de personas (generalmente una pareja amorosa o de amigos con una tercera persona) a los que se desvelaba un secreto o una confesión embarazosa, tras lo cual discutían y se peleaban en medio del plató, a veces mientras el público los insultaba e incluso intervenía en la pelea y la presentadora alentaba a los golpes. Un factor importante era el "segurata" que estaba al lado de la presentadora y que solo intervenía una vez acabada la pelea por petición de ella misma.
Durante la segunda temporada, en la que aún permanecía Leticia Sabater se introdujeron algunos cambios como la "máquina de la verdad" que introducían con este texto, pronunciado por un varón que forzaba la voz para hacerla más grave: 
El Truth Metter Vap es un invento del equipo científico de la universidad de "Browntong" que se basa en un mecanismo que recoge los vapores que desprende el cerebro ante las reacciones de la persona. Es una máquina que a pesar de estar en proceso de ajustes ya cuenta con el aval de la "Society of scientific research de Millaware". Su grado de fiabilidad esta en un 80%".
Todo era falso (ni Browntong ni Millaware existen) pues simplemente se trataba de un secador de peluquería con luces de neón que emitía un grito agudo cuando supuestamente el sujeto mentía.
También se introdujeron vídeos supuestamente filmados con cámara oculta, generalmente en unos arbustos que se veían en los mismos videos, y gracias a los cuales algún individuo de los "invitados" al programa era filmado en esa situación que negaba haber hecho.
Además de escarceos amorosos, en la segunda temporada se introdujeron casos tan inverosímiles como exorcismos en directo o partos con bebés que eran claramente muñecos.

## Final del programa
Cuando Leticia se fue de Canal 7 temporalmente para trabajar en La isla de los famosos, fue sustituida por Loreto Valverde. Este cambio supuso la desaparición del programa.
Posteriormente en la cadena, que perdió gran parte de la audiencia que durante los años 2002 y 2003 tuvo, el programa fue sustituido por espacios de televenta.